# Refleks
Refleks je nehotičan, neplaniran slijed ili radnja i gotovo trenutni odgovor na podražaj.
Najjednostavniji refleks iniciran je podražajem, koji aktivira aferentni živac. Signal se zatim prosljeđuje odgovornom neuronu koji generira odgovor. Refleksi imaju različite razine složenosti u organizmima sa živčanim sustavom. Javljaju se putem neuralnih puteva u živčanom sustavu koji se nazivaju refleksni lukovi. Podražaj inicira neuralni signal koji se prenosi do sinapse. Signal se zatim prenosi preko sinapse do motornog neurona koji izaziva ciljni odgovor. Ovi živčani signali ne putuju uvijek do mozga, tako da su mnogi refleksi automatski odgovor na podražaj koji ne prima niti mu je potrebna svjesna misao.
Mnogi refleksi fino su podešeni, da povećaju preživljavanje organizma i samoobranu. To se opaža u refleksima kao što je refleks preplašenosti, koji osigurava automatski odgovor na neočekivane podražaje, i mačji refleks uspravljanja, koji preusmjerava mačje tijelo pri padu kako bi se osiguralo sigurno slijetanje. Najjednostavniji tip refleksa, refleks kratke latencije, ima jednu sinapsu ili spoj u signalnom putu. Refleksi duge latencije proizvode živčane signale koji se prenose kroz višestruke sinapse prije nego što generiraju refleksni odgovor.
Postoje refleksi koji se obično ispituju samo kod novorođenčadi, a najčešći je refleks hvatanja. Novorođenčad ima niz drugih refleksa koji se ne vide kod odraslih, a koji se nazivaju primitivnim refleksima. Ovi automatski odgovori na podražaje omogućuju djetetu, da odgovori na okolinu prije početka učenja.
Ivan Pavlov bio je pionir biheviorizma. Na istraživanjima sa psima ustvrdio je proces formiranja tzv. uvjetnog (konidicioniranog) refleksa. Svaki refleks uključuje podražaj (stimulus) i odgovor (reakciju). Svaki uvjetni refleks naučen je na bazi prethodno postojećeg refleksa ili tzv. bezuvjetnog refleksa. U Pavlovljevim eksperimentima sa psima, bezuvjetni refleks bila je proizvodnja sline kao reakcija na podražaj hrane. Dakle, pas je gladan i kada vidi lijepi odrezak cure mu sline.

## Procjena refleksa
U medicini, refleksi se često koriste za procjenu zdravlja živčanog sustava. Refleksna aktivnost obično se određuje na ljestvici od 0 do 4. Dok se 2+ smatra normalnim, neke zdrave osobe hiporefleksne su i pokazuju sve reflekse na 1+, dok su druge hiperrefleksne i imaju sve reflekse na 3+. Klonus su itmične, brze izmjene kontrakcije i relaksacije mišića uzrokovane naglim, pasivnim istezanjem tetiva.
| Kategorija refleksa | Opis                     |
| 0                   | Odsutan                  |
| 2+ ili ++           | "Normalno"               |
| 3+ ili +++          | Hiperaktivan bez klonusa |
| 4+ ili ++++         | Hiperaktivan s klonusom  |